# لویچی
لویچی (به صربی: Levići) یک منطقهٔ مسکونی در صربستان است که در Trstenik واقع شده‌است. لویچی ۱۵۲ نفر جمعیت دارد.